# St. Matthews (Carolina del Sud)
Saint Matthews è un comune degli Stati Uniti d'America, capoluogo della contea di Calhoun, nella Carolina del Sud.
Ha dato i natali all'attrice Viola Davis.